# D52a (hunebed)
D52a is een verdwenen hunebed in het Wapserveld bij Diever, dat in 1735 werd gesloopt. Er is nu alleen een heuvel overgebleven. Deze dekheuvel wordt Pottiesbargien ("het Potjesbergje") genoemd, er is namelijk zeer veel aardewerk gevonden. De dekheuvel is gereconstrueerd, om te laten zien hoe het hunebed in het landschap lag.
Aan de andere kant van Diever ligt het door Van Giffen gerestaureerde hunebed D52.

## Sloop van het hunebed
Jan Hendriks en Hendrik Jans uit Steenwijk dienden een verzoek in om de stenen te rooien, waarop de Staten van Drenthe toestemming gaven.

## Onderzoek
Van Giffen onderzocht de overblijfselen in 1929, het was volgens zijn onderzoek een relatief groot hunebed geweest. Het hunebed had acht paar draagstenen.
J.N. Lanting onderzocht de overblijfselen in 1988. Er werden namelijk na het onderzoek door Van Giffen nog steeds scherven en vuursteen gevonden. Tijdens het onderzoek van Lanting werden 15.800 scherven gevonden.